# Sekmai Bazar
Sekmai Bazar is een nagar panchayat (plaats) in het district Imphal-West van de Indiase staat Manipur. 

## Demografie
Volgens de Indiase volkstelling van 2001 wonen er 4.325 mensen in Sekmai Bazar, waarvan 50% mannelijk en 50% vrouwelijk is. De plaats heeft een alfabetiseringsgraad van 66%. 